# Joël Sarlot
Joël Sarlot est un homme politique français né le 5 juillet 1946 à Belfort (Territoire de Belfort) et mort le 10 décembre 2017 à Nalliers (Vendée),.

## Biographie
Vétérinaire, il est élu député le 28 mars 1993 dans la 5e circonscription de la Vendée. Il appartient alors au groupe parlementaire Union pour la démocratie française et du centre. 
Réélu en 1997, il quitte l'UDF en 1998 et participe à la création du groupe Démocratie Libérale et indépendants. Réélu en 2002, il siège sur les bancs des non inscrits. 
Membre du Mouvement pour la France[Depuis quand ?], il en démissionne en 2006.
Réélu en 2007, il s'inscrit comme « apparenté » au groupe parlementaire de l'UMP. 
Jean-François Copé, président du groupe UMP à l'Assemblée nationale à partir du 27 juin 2007, rapporte dans son livre Un député ça compte énormément que Joël Sarlot était rarement présent à l’Assemblée. Entre 2002 et 2006, il ne s'était pas exprimé une seule fois dans l'hémicycle, bien que cela ne préjuge rien de son activité en commission.
Le Conseil constitutionnel le déclare démissionnaire d'office et inéligible pour une durée d'un an à compter du 7 février 2008, en application des dispositions du code électoral relatives à la gestion du compte de campagne. Il devient alors l'assistant parlementaire de son successeur, le MPF Dominique Souchet.
À nouveau candidat lors des élections législatives de 2012, sous l'étiquette UMP, il se présente avec le soutien du président du conseil général Bruno Retailleau ; mais il est battu au second tour, 23 347 voix s'étant portées sur son nom contre 24 733 à Hugues Fourage, maire (PS) de Fontenay-le-Comte.

## Mandats locaux
- Conseiller municipal de Saint-Laurent-de-la-Salle (2001-2017)
- Conseiller municipal de Nalliers (1989-1995)
- Conseiller municipal de Fontenay-le-Comte (1995-2001)
- Conseiller général de la Vendée (1985-2015)
- Vice-président du conseil général de la Vendée (1994-2015)
- Président de la communauté de communes du Pays-de-l’Hermenault (1996-2016)
- Président du Comité départemental du tourisme et du CAUE de la Vendée